# 葡萄架历史文化街区
葡萄架历史文化街区是位于江西省景德镇市历史城区，原为御窑东侧“窑坯分离”民窑的生产聚集区，依山建窑，为传统制瓷业、瓷行、民居混合区。
2015年，葡萄架历史文化街区公布为第一批江西省历史文化街区。保护范围西至胜利路、中华路；东、北至莲社路；南至珠山中路。占地面积约为8.11公顷。。核心保护范围为：东至枯木弄，南至大苏家弄、江家坞南侧，西至小苏家弄、许家弄、 风车弄，北至筷子弄、观音岭、九黄岭，面积6.06公顷。
葡萄架是一条弄中弄，东邻许家弄西侧，西至小苏家弄15号，长180米，宽1.8米，传说因中榜秀才家门口的葡萄架而得名。巷中原有多处陶瓷作坊，后来演变为普通居民住宅，大多居民已搬离。其中葡萄架2号葡萄架作坊已于2005年公布为景德镇市文物保护单位。

## 文物保护单位
| 名称                 | 编号                 | 类型                 | 所在                    | 时代                 | 图片                 |
| 江西省文物保护单位   | 江西省文物保护单位   | 江西省文物保护单位   | 江西省文物保护单位      | 江西省文物保护单位   | 江西省文物保护单位   |
| 景德镇市文物保护单位 | 景德镇市文物保护单位 | 景德镇市文物保护单位 | 景德镇市文物保护单位    | 景德镇市文物保护单位 | 景德镇市文物保护单位 |
| -------------------- | -------------------- | -------------------- | ----------------------- | -------------------- | -------------------- |
| 葡萄架作坊           |                      | 古建筑               | 景德镇市珠山区葡萄架2号 |                      |                      |